# Грусбек
Гроесбек (нід. Groesbeek) — місто та колишній муніципалітет у провінції Гелдерланд, Нідерланди. У січні 2015 року колишній муніципалітет об'єднався з Мілінген-ан-де-Рейн та Уббергеном. Ця більша територія була відома як Гроесбек до січня 2016 року, коли її назву змінили на Берг-ен-Дал.